# Premis Ondas 1963
Els Premis Ondas 1963 van ser la desena edició dels Premis Ondas, atorgades el 1963. En aquesta edició es diferencien quatre categories: Premis Nacionals de ràdio, nacionals de televisió, internacionals de ràdio i televisió, i especials.

## Nacionals de ràdio
- Millor locutora: Alicia López Budia de Radio Madrid[2]
- Millor locutor: David Cubedo de RNE i TVE
- Millor programa infantil: Operación Plus Ultra, de J. Peláez de Ràdio Madrid
- Millor programa cultural: Universidad del Aire de Radio España-Barcelona
- Millor programa científic: Salud es vida de Radio España-Barcelona
- Millor actor: Teófilo Martínez de Radio Madrid
- Millor directe: Jacques Antoine de Radio Madrid
- Millor labor esportiva: Pedro Escartín de Radio España-Madrid
- Millor programa religiós: Reverend Joaquín María Martínez Roura de RNE Barcelona
- Millor programa informatiu: Programes informatius de Ràdio Barcelona

## Nacionals televisió
- Millor programa musical: Los viernes concierto de TVE
- Millor programa teatral: La zarzuela de TVE
- Millor actriu: María del Puy de TVE
- Millor director: Victoriano Fernández Asís de TVE

## Internacionals de ràdio i televisió
- Marie Thérèse Féval, Millor locutora de Ràdio Port-au-Prince (Haití)
- Cho Kab Dong, Millor locutor de la Veu de Corea-Seul (Corea)
- Millicent Martin, Millor actriu de BBC - TV - Londres (Gran Bretanya)
- Nando Gazzolo, Millor actor de RAI-Roma (Itàlia)
- André Asséo, Millor locutor de Ràdio Montecarlo-Mònaco (Mònaco)
- Theo Stols, Millor autor KRO de Hilversum (Holanda)
- Robert Bordaz, Millor director d'ORTF-París (França)
- Ràdio Vaticà, Millor programa religiós. Radio Vaticà (Vaticà)
- Radiogiornale, Millor programa informatiu, RAI-Roma (Itàlia)
- L'Espoir, Millor programa científic, Ràdio CKVL-Mont-real (el Canadà)
- La Atlántida de Manuel de Falla, Millor programa musical, Hessischer Rund (Alemanya)
- Il mimo e noi, Millor programa teatral, RTV-Berna (Suïssa)
- La clase de español, Millor programa cultural, Ràdio WFBM-TV- Indianapolis (els EUA)
- Marion (humorista), Millor programa infantil, RTV-Brussel·les (Bèlgica)

## Especials
- Luis Ortiz Muñoz, pel batxillerat radiofònic de RNE i TVE (Espanya)
- Ricardo Espina, Vicepresident de Radio Caracas-TV Caracas (Veneçuela)